# Peltiereffekt

Peltierkylning; laddingsbärarna (elektroner och hål) transporterar värme till den varma sidan.

Peltiereffekt är ett termoelektriskt fenomen där man genom att låta likström flyta genom olika metaller eller halvledare kan få fram en värmepump som kyler på ena sidan om elementet och värmer på den andra. Moderna Peltierelement använder oftast vismut-tellurid (Bi2Te3). Fenomenet upptäcktes 1834 av den franske fysikern Jean Peltier. Seebeckeffekt bygger på samma teknik, där man istället genom att utsätta elementet för temperaturskillnader kan generera likström. Fenomenet upptäcktes av den Tallinn-födde tyske fysikern Thomas Seebeck 1821.
För närvarande (2006) kan man på marknaden hitta enkla vinkylskåp och läskkylare som använder Peltierelement. Seebeckeffekten utnyttjas för temperaturmätning i termoelement, men är orealistisk för praktisk elenergiproduktion då verkningsgraden är mycket låg (ca 2–3 %). Det förekommer fläktar som drivs med Seebeckeffekten. Sådana fläktar ska placeras på en mycket varm yta, t.ex. på en kamin.